# Lista de filmes com temática LGBT da década de 1940
Esta é uma lista de filmes que contém personagens e/ou temática lésbica, gay, bissexual, ou transgênera lançados na década de 1940.
| Título                         | Ano  | Direção                     | País               | Gênero              | Elenco                                                                                              | Anotações |
| ------------------------------ | ---- | --------------------------- | ------------------ | ------------------- | --------------------------------------------------------------------------------------------------- | --- |
| My Favorite Wife               | 1940 | Garson Kanin                | EUA                | Comédia, Romance    | Cary Grant, Irene Dunne, Randolph Scott, Gail Patrick                                               | [ 1 ] |
| Overture to Glory              | 1940 | Max Nosseck                 | EUA                | Drama               | Moyshe Oysher, Florence Weiss, Maurice Kroner, John Mylong, Helen Beverly, Baby Winkler             | Um chazan deixa sua sinagoga para trás para se apresentar na Ópera de Varsóvia                                                                 |
| Rebecca                        | 1940 | Alfred Hitchcock            | EUA                | Suspense, Mistério  | Laurence Olivier, Joan Fontaine, Judith Anderson, George Sanders, C. Aubrey Smith, Nigel Bruce      | Baseado no romance homônimo de Daphne du Maurier                                                                                               |
| Turnabout                      | 1940 | Hal Roach                   | EUA                | Comédia, Fantasia   | Adolphe Menjou, Carole Landis, John Hubbard                                                         | Marido e mulher que estão sempre discutindo acabam trocando de corpo                                                                           |
| Zwei Welten                    | 1940 | Gustaf Gründgens            | Alemanha           | Comédia             | Marianne Simson, Antje Weisgerber, Max Eckard, Joachim Brennecke, Ida Wust, Paul Bildt              | O filho de um capataz e seu amigo nobre trocam de identidade ao ajudar um fazendeiro                                                           |
| Dangerously They Live          | 1941 | Robert Florey               | EUA                | Drama, Guerra       | John Garfield, Nancy Coleman, Raymond Massey, Lee Patrick, Moroni Olsen, Esther Dale                | Lésbicas nazistas |
| Relíquia Macabra               | 1941 | John Huston                 | EUA                | Policial, Suspense  | Humphrey Bogart; Mary Astor; Sydney Greenstreet; Peter Lorre                                        | Baseado no romance homônimo de Dashiell Hammett                                                                                                |
| The Wolf Man                   | 1941 | George Waggner              | EUA                | Terror              | Lon Chaney, Jr., Claude Rains, Warren William, Ralph Bellamy, Patric Knowles, Bela Lugosi           | [ 7 ] |
| Casablanca                     | 1942 | Michael Curtiz              | EUA                | Romance, Drama      | Humphrey Bogart, Ingrid Bergman, Paul Henreid, Claude Rains, Conrad Veidt, Sydney Greenstreet       | Baseado na peça Everybody Comes to Rick's de Murray Burnett e Joan Alison                                                                      |
| Cat People                     | 1942 | Jacques Tourneur            | EUA                | Terror              | Simone Simon, Kent Smith, Tom Conway, Jane Randolph, Jack Holt                                      | [ 10 ] |
| Star Spangled Rhythm           | 1942 | George Marshall             | EUA                | Musical, Comédia    | Betty Hutton, Eddie Bracken, Victor Moore, Walter Abel, Gil Lam, Cass Daley                         | [ 11 ] |
| Os Anjos do Pecado             | 1943 | Robert Bresson              | França             | Drama               | Renée Faure, Jany Holt, Mila Parély, Sylvie, Marie-Hélène Dasté, Paula Dehelly                      | [ 12 ] |
| Jitterbugs                     | 1943 | Malcolm St. Clair           | EUA                | Comédia             | Stan Laurel, Oliver Hardy, Vivian Blaine                                                            | [ 13 ] |
| The Outlaw                     | 1943 | Howard Hughes               | EUA                | Faroeste            | Jane Russell, Jack Buetel, Thomas Mitchell, Walter Huston, Mimi Aguglia                             | Subtexto homoerótico |
| Qiu Haitang                    | 1943 | Ma-Xu Weibang               | China              | Drama               | Yukun Lu, Li Li-Hua, Chu Shao-Chuen, Wang Naidong, Yu Lin                                           | Um ator de ópera especializado em papéis femininos se apaixona por uma atriz comprometida                                                      |
| A Sétima Vítima                | 1943 | Mark Robson                 | EUA                | Terror, Suspense    | Tom Conway; Jean Brooks; Isabel Jewell; Kim Hunter; Hugh Beaumont                                   | |
| Ali Baba and the Forty Thieves | 1944 | Arthur Lubin                | EUA                | Aventura            | Maria Montez, Jon Hall, Turhan Bey                                                                  | [ 16 ] |
| Ivan, o Terrível               | 1944 | Serguei Eisenstein          | União Soviética    | Biográfico          | Nikolai Cherkasov, Lyudmila Tselikovskaya, Serafima Birman, Mikhail Nazvanov                        | [ 17 ] |
| The Uninvited                  | 1944 | Lewis Allen                 | EUA                | Terror              | Ray Milland, Ruth Hussey, Donald Crisp, Cornelia Otis Skinner, Barbara Everest, Alan Napier         | Subtexto lésbico |
| Uma Mulher do Outro Mundo      | 1945 | David Lean                  | Reino Unido        | Comédia             | Rex Harrison, Constance Cummings, Kay Hammond                                                       | [ 19 ] |
| Les enfants du paradis         | 1945 | Marcel Carné                | França             | Romance, Drama      | Arletty; Jean-Louis Barrault; Pierre Brasseur; Pierre Renoir; María Casares                         | |
| O Retrato de Dorian Gray       | 1945 | Albert Lewin                | EUA                | Suspense, Terror    | Hurd Hatfield, George Sanders, Donna Reed, Angela Lansbury, Peter Lawford                           | Baseado no romance homônimo de Oscar Wilde |
| La belle et la bête            | 1946 | Jean Cocteau                | França, Luxemburgo | Fantasia, Romance   | Jean Marais, Josette Day, Mila Parély, Nane Germon                                                  | [ 20 ] |
| Gilda                          | 1946 | Charles Vidor               | EUA                | Drama, Suspense     | Rita Heyworth; Glenn Ford; George Macready                                                          | |
| Night and Day                  | 1946 | Michael Curtiz              | EUA                | Biográfico, Musical | Cary Grant, Alexis Smith, Monty Woolley, Ginny Simms, Jane Wyman                                    | Baseado na biografia de Cole Porter, porém a sexualidade do compositor é completamente apagada                                                 |
| Crossfire                      | 1947 | Edward Dmytryk              | EUA                | Suspense            | Robert Young, Robert Mitchum, Robert Ryan, Gloria Grahame, Paul Kelly, Sam Levene, Jacqueline White | Baseado em The Brick Foxfole de Richard Brooks, sobre a homossexualidade nas Forças Armadas, mas no filme o tema passou a ser o antissemitismo |
| Fireworks                      | 1947 | Kenneth Anger               | EUA                | Experimental        | Kenneth Anger                                                                                       | |
| Les Maudits                    | 1947 | René Clément                | França             | Drama               | Marcel Dalio, Henri Vidal, Florence Marly, Fosco Giachetti, Paul Bernard                            | [ 22 ] |
| Quai des Orfèvres              | 1947 | Henri-Georges Clouzot       | França             | Policial, Drama     | Louis Jouvet, Suzy Delair, Bernard Blier, Simone Renant                                             | trad. Crime em Paris A personagem de Renant é uma fotógrafa lésbica                                                                            |
| Rio Vermelho                   | 1948 | Howard Hawks, Arthur Rosson | EUA                | Faroeste            | John Wayne, Montgomery Clift, Joanne Dru, Walter Brennan, Harry Carey, John Ireland                 | [ 24 ] [ 25 ] |
| Festim Diabólico               | 1948 | Alfred Hichcock             | EUA                | Suspense            | James Stewart, John Dall, Farley Granger, Cedric Hardwicke, Constance Collier, Joan Chandler        | Baseado no romance homônimo de Patrick Hamilton                                                                                                |
| Au royaume des cieux           | 1949 | Julien Duvivier             | França             | Drama               | Serge Reggiani, Suzy Prim, Monique Mélinand, Jean Davy                                              | [ 26 ] |
| I Was a Male War Bride         | 1949 | Howard Hawks                | EUA                | Comédia, Romance    | Cary Grant, Ann Sheridan, Marion Marshall                                                           | |
| Now Barabbas                   | 1949 | Gordon Parry                | Reino Unido        | Drama               | Richard Greene, Cedric Hardwicke, Richard Burton, Beatrice Campbell                                 | Baseado na peça homônima de William Douglas Home e em sua própria experiência na prisão. Na peça, três dos prisioneiros são homossexuais       |
| Die Reise nach Marrakesch      | 1949 | Richard Eichberg            | Alemanha Ocidental | Drama               | Luise Ullrich; Maria Holst; Karl Ludwig Diehl; Paul Dahlke; Grethe Weiser                           | trad. Viagem à Marraquexe |
| The Third Man                  | 1949 | Carol Reed                  | EUA                | Suspense            | Joseph Cotten, Alida Valli, Orson Welles, Trevor Howard                                             | [ 29 ] |
| Törst                          | 1949 | Ingmar Bergman              | Suécia             | Drama               | Eva Henning, Birger Malmsten, Birgit Tengroth, Hasse Ekman, Mimi Nelson, Bengt Eklund               | trad. Sede Baseado no romance homônimo de Birgit Tengroth                                                                                      |